# 25-ös busz (Budapest)
A budapesti 25-ös jelzésű autóbusz Mexikói út metróállomás és Újpest-központ metróállomás között közlekedik, összekötve Zugló alsórákosi részét Rákospalotával és Újpesttel. A mintegy 10 km hosszú viszonylatot az ArrivaBus üzemelteti.

## Története
2008. szeptember 6-án a megszűnő 25A busz helyett indítottak új járatot 25-ös jelzéssel. Útvonala kis mértékben módosult, a Rákos út helyett az Eötvös utcán és az Arany János utcán jár, illetve csúcsidőn kívül és hétvégén is közlekedik.
2017. június 17-étől 26-áig az István út és az Árpád út kereszteződésében történő villamosvágányok javítása miatt ideiglenesen az Újpest-városkapuig közlekedett.

## Útvonala
| Mexikói út felé |
| Újpest-központ M vá. – István út – Pozsonyi utca – Tél utca – Rózsa utca – Árpád út – felüljáró – Hubay Jenő tér – Eötvös utca – Arany János utca – Rákos út – Karatna tér – Tóth István utca – – Ógyalla köz – Szőnyi út – Mexikói út – Horvát Boldizsár utca – Mexikói út M vá. |
| Újpest-központ felé |
| Mexikói út M vá. – Horvát Boldizsár utca – Amerikai út – Kacsóh Pongrác út – – Tóth István utca – Irány utca – Rekettye utca – Rákos út – Arany János utca – Eötvös utca – Deák utca – Hubay Jenő tér – felüljáró – Árpád út – István út – Újpest-központ M vá.                   |

## Megállóhelyei
| 0  | Újpest-központ M végállomás              | 26 | 30, 30A, 104, 104A, 120, 147, 170, 196, 196A, 204, 220, 230, 270 12, 14 308, 309, 310, 313, 314, 315, 316, 317, 318, 319, 320, 321 |
| 1  | Tél utca / Pozsonyi utca                 | ∫  | 30, 30A, 120, 230 12, 14 |
| 2  | Tél utca / Pozsonyi utca                 | ∫  | 20E, 120, 121 12, 14 |
| 4  | Nap utca                                 | ∫  | 20E, 120, 121 |
| 5  | Újpesti Erőmű                            | ∫  | 20E, 120, 121 |
| 6  | Ősz utca                                 | ∫  | 20E, 120 |
| ∫  | Erzsébet utca                            | 24 | 104, 104A, 170, 204, 220, 270 |
| 7  | Árpád üzletház                           | 23 | 20E, 104, 104A, 170, 196, 196A, 204, 220, 270                                                                                      |
| 8  | Árpád Kórház                             | 21 | 104, 104A, 170, 196, 196A, 204, 270 308, 309, 310, 313, 314, 315, 316, 318, 319, 320, 321                                          |
| 9  | Víztorony                                | 20 | 104, 104A, 121, 170, 196, 196A, 204, 270                                                                                           |
| 10 | Hubay Jenő tér                           | 19 | 96, 104, 104A, 124, 125, 170, 196, 196A, 204, 225, 296, 296A                                                                       |
| 11 | Rädda Barnen utca                        | 17 | 125 |
| 11 | Arany János utca (↓) Eötvös utca 74. (↑) | 17 | 125 |
| 12 | Beller Imre utca                         | 15 | |
| 14 | Rákos úti szakrendelő                    | 14 | 5, 96, 124, 296, 296A |
| ∫  | Szerencs utca                            | 12 | 5 |
| 15 | Wesselényi utca                          | 11 | 5 |
| 16 | Szent korona útja                        | 10 | 5 |
| 16 | Széchenyi út                             | 9  | 5, 125 |
| 18 | Karatna tér                              | 8  | 125 |
| ∫  | Rákos út                                 | 7  | 125 |
| ∫  | Irány utca                               | 7  | 125 |
| ∫  | Rákosszeg park                           | 4  | |
| 21 | Rákospatak utca                          | 3  | 225 |
| ∫  | Fűrész utca                              | 2  | |
| 23 | Szőnyi út                                | ∫  | 32 74, 81 |
| ∫  | Kassai tér                               | 1  | 32 74, 81, 82 |
| 24 | Teleki Blanka utca                       | ∫  | 32 74, 81 S70 G70 S71 S72 Z72 (Rákosrendező)                                                                                       |
| 25 | Mexikói út                               | ∫  | 32, 225 74, 81 |
| 27 | Mexikói út M végállomás                  | 0  | 32, 225 1, 1A, 3, 69 74, 81, 82 |